# Amic/Amat
Amic/Amat és una herència filmogràfica, en forma d'assaig, del Llibre d'Amic e Amat, de Ramon Llull, dirigida per Ventura Pons i protagonitzada per David Selvas, Josep Maria Pou, Rosa Maria Sardà i Irene Montalà. El guió està basat en l'obra Testament, de Josep Maria Benet i Jornet.

## Argument
El protagonista, un madur professor homosexual, sentint pròxima la seva mort a conseqüència d'una malaltia, intenta decidir a qui deixar la seva herència: un assaig sobre El llibre d'Amic e Amat de Ramon Llull. Decideix que la millor persona per heretar tan curiós llegat és el seu millor alumne, de qui està enamorat.

## Repartiment[3]
- Josep Maria Pou: Jaume Clarà
- Rosa Maria Sardà: Fanny
- Mario Gas: Pere Roure
- David Selvas: David Vila
- Irene Montalà: Alba
- Jordi Dauder: Metse
- Ángels Sánchez: Cristina
- Tàtels Pérez: Estudiant 1
- Jordi Andújar: Estudiant 2
- Daniel Tlambors: Estudiant 3
- Josep Clarà: Transcent
- Josep Mota: Bidell

## Premis
- Premi Especial del Jurat Premis Ondas 1999[4]
- Millor Director Premi San Pancracio (Ventura Pons).
- Millor Actor Premi Paco Rabal (David Selvas).
- Millor Guió Festival de Troia (J.M. Benet i Jornet).
- Millor Pel·lícula Festival de Santo Domingo.
- Millor Pel·lícula i Millor Guió Festival de Tolosa de Llenguadoc.
- Menció Especial del Jurat MedFilmFest Roma.
- Millor Actor Festival de Bordeus (Josep M. Pou).
- Menció Honorable del Jurat New Haven Film Fest.
- Nominacions Premis Goya 2000:
  - Millor Actor Protagonista: Josep M. Pou
  - Millor Actor de Repartiment: Mario Gas
  - Millor Guió: J.M. Benet i Jornet